# Villers-le-Sec (Meuse)
Villers-le-Sec é uma comuna francesa na região administrativa de Grande Leste, no departamento de Meuse. Estende-se por uma área de 7 km². Em 2010 a comuna tinha 127 habitantes (densidade: 18,1 hab./km²).